# Coatascorn
Coatascorn (bretonisch: Koadaskorn) ist eine französische Gemeinde mit 251 Einwohnern (Stand 1. Januar 2022) im Département Côtes-d’Armor in der Region Bretagne. Sie gehört zum Arrondissement Lannion, zum Kanton Bégard und ist Mitglied des 2015 gegründeten Gemeindeverbands Lannion-Trégor Communauté. Die Bewohner nennen sich Coatascornais(es).

## Geografie
Coatascorn liegt rund 17 Kilometer (Luftlinie) südöstlich der Kleinstadt Lannion im Norden der Bretagne.

## Bevölkerungsentwicklung
| Jahr                       | 1793 | 1800 | 1806 | 1831 | 1861 | 1866 | 1901 | 1906 | 1962 | 1968 | 1975 | 1982 | 1990 | 1999 | 2006 | 2012 |
| Einwohner                  | 747  | 552  | 843  | 887  | 797  | 856  | 574  | 636  | 331  | 281  | 244  | 211  | 209  | 226  | 249  | 249  |
| Quellen: Cassini und INSEE |      |      |      |      |      |      |      |      |      |      |      |      |      |      |      |      |

Die zunehmende Mechanisierung der Landwirtschaft führte zu einem Absinken der Einwohnerzahlen bis auf die Tiefststände in neuerer Zeit. 